# La revue blanche

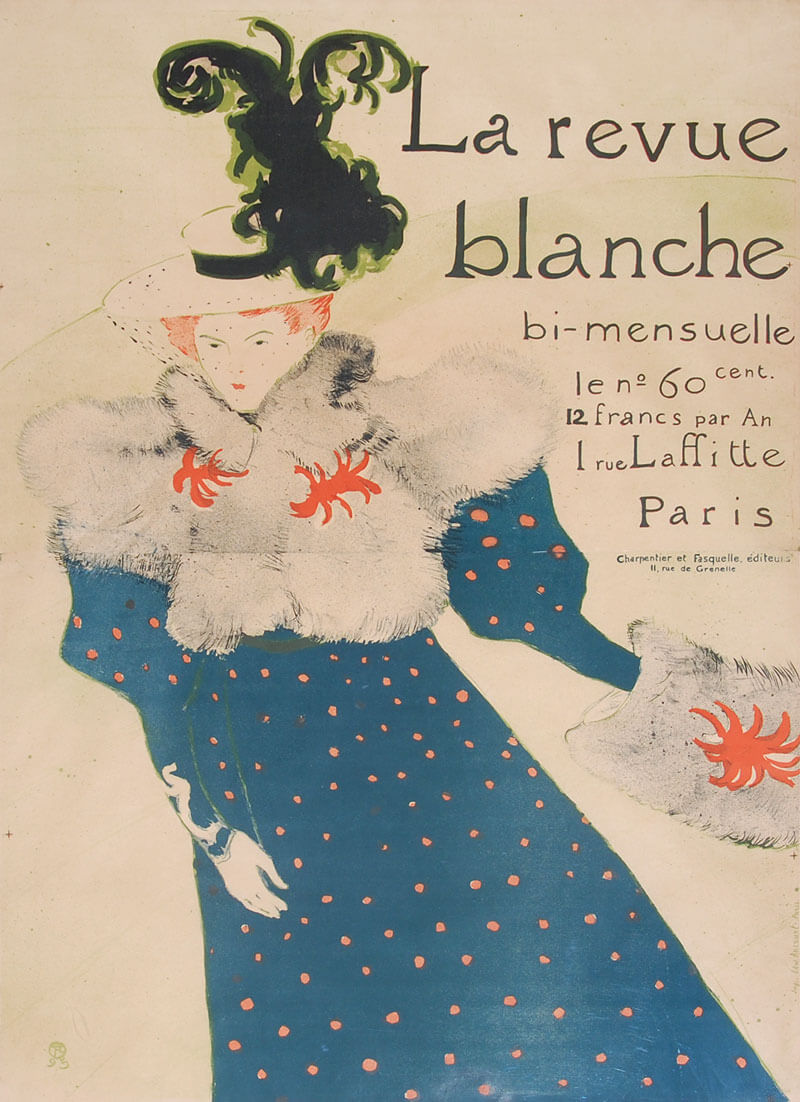
Un poster di Toulouse-Lautrec

La revue blanche è una rivista letteraria fondata a Liegi nel 1889 da Paul Leclercq e Auguste Jeunehomme. 
Nel 1891 fu rilevata dalla famiglia Natanson, che dopo aver trasferito la redazione a Parigi al numero 1 di rue Laffitte, la trasformarono in un mensile di grande spessore culturale attorno al quale ruotavano le personalità più interessanti dell'epoca: Gide, Proust, Apollinaire, Debussy e il gruppo dei nabis. 

La revue blanche organizzava anche mostre ed esposizioni d'arte. All'epoca dell'affare Dreyfus appoggiò le ragioni del capitano, e per questa ragione la rivista perse una parte di lettori; incapace di sostenerne le crescenti perdite, nel 1903, Thadée Natanson (1868–1951) fu costretto a chiuderla.

## Elenco dei collaboratori della rivista
- Zo d'Axa
- Victor Barrucand
- Tristan Bernard
- Léon Blum
- Félix Fénéon
- Charles Henry
- Alfred Jarry
- Octave Mirbeau
- Lucien Muhlfeld
- Charles Péguy
- Émile Pouget
- Marcel Proust
- Misia Sert
- Henri de Toulouse-Lautrec
- Pierre Veber
- Paul Verlaine